# Cryptocreagris magna
Cryptocreagris magna är en spindeldjursart som först beskrevs av Banks 1909.  Cryptocreagris magna ingår i släktet Cryptocreagris och familjen helplåtklokrypare. Inga underarter finns listade i Catalogue of Life.